# Arohn Kee
Arohn Kee (Manhattan, New York, 1973. szeptember 18. –) amerikai sorozatgyilkos és erőszaktevő.

## A kezdetek, gyilkosságai
Gyerekkoráról keveset tudni.
1991. január 24-én 17 évesen megölte az akkor 13 éves Paola Illerát. A lányt megerőszakolta, leszúrta majd megfojtotta.
Kee ezután magányos nőket követett, majd megerőszakolta őket.
1997. szeptember 13-án Kee megtámadta a 19 éves Johalis Castrót lakóházának pincéjében. Castrót is megerőszakolta, megkéselte majd felgyújtotta holttestét.
1998. június 2-án Kee megerőszakolta majd megölte a 18 éves Rasheeda Washingtont.

## Elfogása
1999-ben a New Yorki Rendőrség DNS-vizsgálatot végzett Rasheeda Washington holttestén. A DNS-teszt vezetett el az elkövetőhőz, az akkor 25 éves Arohn Kee-hez.
Miközben a rendőrség Kee-t kereste, Kee elrabolt egy 15 éves lányt, Angelique Stalling-ot és Miamiba vitte, ahol szállodai szobát béreltek. 1999-ben a Miami rendőrség betört a szállodájuk szobájába. Megmentették Stalling-ot, Kee-t pedig visszaszállították New York-ba ahol Rasheeda Washington meggyilkolásával vádolták. Kee DNS-ének további vizsgálata rávilágított Paola Illera és Johalis Castro akkoriban megoldatlan meggyilkolásában való részvételére, valamint egy másik nemi erőszakra 1992-ből.

## Tárgyalása
Tárgyalása 2000-ben kezdődött. Kee-t három rendbeli gyilkossággal és három rendbeli nemi erőszakkal vádolták, amiben ártatlannak vallotta magát. Kee nyilatkozott tett, amiben kifejtette véleményét, miszerint a DNS-teszt hamis volt. Az életben maradt áldozatok azonban azonosították Kee-t. 2000. december 16-án mindhárom gyilkosságban és mindhárom nemi erőszakban bűnösnek találták. Az ítélet kihírdetését Kee kiabálással zavarta meg. 2001. januári ítéletekor Kee nyilatkozott tett, amiben bocsánatot kért viselkedéséért. Tetteiért végül háromszoros életfogytiglanra ítélték.

## Újabb tárgyalása 2004-ben
Ítélete után a hatóságok egészen 2004-ig folytatták a DNS-vizsgálatokat más, Harlem környéki megoldatlan ügyekben. Miután újabb egyezést találtak Kee DNS-ével, a New York-i Rendőrség ismét meg akarta vádolni Kee-t egy 1994 júliusában elkövetett, megoldatlan nemi erőszakkal, melyben egy 17 éves harlemi lány volt az áldozat.
Ügyét 2004-ben tárgyalták volna, azonban Kee beismerte tettét és azt állította, hogy teljesen megváltozott. A tárgyalás során Kee megbánásainak jeleit mutatta és bocsánatot is kért a tetteiért. 2004. augusztus 12-én Kee-t újabb 20 évre ítélték.